# Olga Meisner-Jensen
Olga Vilhelmine Meisner-Jensen (født 12. februar 1877 på Frederiksberg, død 20. maj 1949 i København, urne på Assistens Kirkegård) var en dansk maler.
Navneskift fra Jensen til Meisner-Jensen juni 1908. Forældre: tømrermester Hans Jensen og Clara Ernestine Meisner. Bofælle 1924-1939: fotograf Mary Steen, Mary Dorthea Frederikke Steen.
Olga Meisner-Jensen omtales i såvel utrykte som trykte kilder fra samtiden som Olga Jensen.

## Biografi

### Uddannelse
Olga Meisner-Jensen uddannede sig indledningsvist på Marie Luplau og Emilie Mundts private tegne- og maleskole for kvinder. I 1898 blev hun optaget på Kunstakademiet i København, hvor hun gik hos professor Viggo Johansen til 1903. En vinter fulgte hun undervisning hos maleren Fritz Syberg.
Efter sin debut på Kunstnernes Efterårsudstilling i 1907 deltog Olga Meisner-Jensen i flere censurerede udstillinger. Hun modtog i 1908 et rejsestipendium på 600 kr. fra Akademiet, og det gav hende mulighed for at studere videre i Paris. Hertil rejste hun dog først i 1910, og hun fulgte et stykke tid undervisningen på Lucien Simons og René Ménards Skole, Académie de la Grande Chaumière. Hun havde sandsynligvis haft ønske om at stifte bekendtskab med den yngre franske kunst; men som hun beskrev forholdene: "De første 6 Uger malede jeg Model paa Simons og Menards Skole, men da Forholdene man arbejdede under ikke vare gode, idet man var mellem tredive og fyrretyve Elever om en Model, og Eleverne næsten alle vare Udlændinge, særlig Englændere og Amerikanere, saa det ikke gav Anledning til at se de yngste franske Malerkunst, anvendte jeg Resten af mit Ophold til udelukkende at studere Samlingerne særlig Louvre, Luxembourg Impressionisternes Samling og Samlingen af Cezannes Billeder."
Olga Meisner-Jensens elevtid hos Fritz Syberg fik stor betydning for hende. Hun arbejdede med landskabsmaleri, portrætmaleri og i særlig grad blomsterbilleder. I 1917 modtog hun Akademiets Årsmedalje for billedet En Buket Blomster. I hendes billeder ses en påvirkning fra Fynbomalerne, blandt andet i "hendes brug af stærke farver og en ofte solskinsfyldt lyssætning. Portrætmalerierne karakteriserer fint modellerne og er ofte i en lysmættet impressionistisk stil", som kunsthistorikeren Lisbet A. Lund omtaler det.
I 1920 deltog Olga Meisner-Jensen i Kvindelige Kunstneres Retrospektive Udstilling med tre værker, katalognummer 307 "Markblomster", udført i tempera, og to oliemalerier: katalognummer 308 "Vindu med Campanula og Pelargonier" og katalognummer 309 "Selvportræt".
En afslutningsmæssig omtale af Olga (Meisner-)Jensen og hendes kunst kan findes hos maleren Ebba Carstensen, som i mindeordet i Beretningen for Det kongelige Akademi for de skønne Kunster 1949-1952 skriver følgende: "Hendes motivkreds var ret snæver: Vindueskarme med et væld af blomster -, hyacinter i glas og grønne planter - og atmosfærens blålige skær, der lagde sig om tingene, brudt af solens lyse planer. Sådanne billeder har jeg set mange af dengang, også kvindeskikkelser, synes jeg, malet ligesaadan, mod lyset med blaalige skygger. Olga Jensen stod Fynboernes kreds nær; hendes måde at se og gengive motivet ligger tæt op til deres. Hvor er disse billeder nu? For længst var Olga Jensen blevet borte som udstillende maler. Hvordan mon hendes skæbne har været?"

### Organisatorisk virke
Olga Meisner-Jensen blev i sit liv fagligt meget aktiv. Hun var blandt 25 underskrivere på en indbydelse til stiftelsen af Kvindelige Kunstneres Samfund i februar 1916, og hun blev valgt ind i den konstituerede bestyrelse og senere i årene 1922-1924. Olga Meisner-Jensen havde i januar 1910 sammen med Agnes Slott-Møller, Bertha Dorph og Anna Ancher søgt om optagelse i Malende Kunstneres Sammenslutning, som var den mest indflydelsesrige kunstnerorganisation i tiden, men som imidlertid ikke optog kvinder som medlemmer. Så de blev alle, herunder også Anna Ancher, nægtet adgang til indflydelse gennem denne organisation. Anna Ancher, Bertha Dorph og Olga Meisner-Jensen samt hendes svigerinde Karen Meisner-Jensen skrev i 1916 under på indbydelsen sammen med blandt andre Ebba Carstensen, Marie Henriques og Anne Marie Carl-Nielsen.
I 1920 stod Kvindelige Kunstneres Samfund bag udstillingen i Den Frie Udstillings Bygning "Kvindelige Kunstneres Retrospektive Udstilling". Det var foreningens første store manifestation, og for tilrettelæggelsen stod formanden Marie Henriques og en komité bestående af Bertha Dorph, Nanna Johansen, Helvig Kinch, Agnes Lunn, Olga Meisner-Jensen og Marie Sandholt.

### Stillinger og hverv
- 1916-1917 Medlem af censurkomitéen ved Charlottenborg
- 1916-1917 og 1922-1924 Medlem af bestyrelsen for Kvindelige Kunstneres Samfund
- 1922-1925 Medlem af Akademirådet

### Rejser og udlandsophold
- 1902, 1920 Italien
- 1904, 1910, 1923 Paris

### Stipendier og udmærkelser
- 1908 Akademiet
- 1917 Akademiets Årsmedalje

## Udstillinger
- 1907-1913, 1915, 1922, 1928 Kunstnernes Efterårsudstilling
- 1908-1909, 1911, 1913-1920, 1922, 1925, 1927-1928, 1931 Charlottenborgs Forårsudstilling
- 1909 Landsudstillingen i Aarhus
- 1909, 1913 Glaspalast München
- 1912 Modern Danish Artists, Brighton
- 1912 Moderne Hjem, Tivoli
- 1914 Den baltiske Udstilling, Malmö
- 1920 Kvindelige Kunstneres Retrospektive Udstilling, Den Frie Udstillings Bygning
- 1927 Danish National Exhibition, Brooklyn
- 1928 Dansk målarkonsk, Helsingfors
- 1929 Bygge- og Boligudstilling, Forum København

### Separatudstillinger
- 1912 Den Fries Udstillings Bygning (sammen med Karen Meisner-Jensen, Alhed Larsen, Catrine Svendsen, Christine Swane og Anna Syberg)
- 1916 Retrospektiv, Kunstforeningen, København

### Værker i offentlig eje
- Blomster i et vindue (erhvervet 1920 Sønderjyllands Kunstmuseum)

| - Værker af Olga Meisner-Jensen - "Personer ved Væksthuset i Botanisk have", 1910 - Opstilling med klokke Campanula i potter på solrig vindueskarm, uklar datering - Vindueskarm med pelargonier, uklar datering |